# Adios
Adios – jedenasty album studyjny niemieckiego zespołu industrialnego KMFDM, wydany 20 kwietnia 1999 roku przez Wax Trax! Records. Po wydaniu albumu zespół się rozpadł - członkowie En Esch i Günter Schulz założyli zespół Slick Idiot. Adios został nagrany w Seattle w USA (stan Waszyngton). Po rozpadzie, lider KMFDM Sascha Konietzko założył zespół MDFMK, po czym w 2002 roku ponowił działalność KMFDM. Wersja zremasterowana została wydana 8 maja 2007 roku.

## Opis
Album Adios charakteryzuje się utrzymywaniem wielu piosenek w charakterze bardziej klubowym i tanecznym, a w niektórych wręcz odbiega od industrialu. Piosenka tytułowa i tytuł albumu miały wówczas symboliczne znaczenie dla fanów KMFDM gdyż już wcześniej pojawiła się informacja o tym iż zespół ma przestać istnieć z powodu napięć między członkami.

## Lista utworów
1. "Adios" - 3:56
2. "Sycophant" - 5:13
3. "D.I.Y" - 4:51
4. "Today" - 4:57
5. "Witness" - 7:23
6. "R.U.OK?" - 4:46
7. "That's All" - 5:08
8. "Full Worm Garden" - 5:03
9. "Rubicon" - 3:44
10. "Bereit" - 4:53

## Kontrowersje
Adios został wydany 20 kwietnia 1999 roku, dokładnie tego samego dnia w którym miała miejsce strzelanina w szkole Columbine w Littleton w stanie Kolorado. Eric Harris i Dylan Klebold, sprawcy strzelaniny, byli ogromnymi fanami zespołu. Harris użył tekstów piosenek zespołu ("Son of a Gun", "Stray Bullet", "Waste") na swojej stronie internetowej, ponadto w swoim dzienniku zwrócił uwagę na fakt, iż Adios (z hiszpańskiego Do widzenia) zostaje zupełnie przypadkowo wydany tego samego dnia co zaplanowana przez nich strzelanina (po której obaj popełnili samobójstwo). Media zwróciły też uwagę na to, że jest to data urodzin Adolfa Hitlera. Konietzko w imieniu swoim i zespołu wydał oświadczenie:
"W pierwszej kolejności, KMFDM chciałoby wyrazić szczere i głębokie współczucie dla rodziców, rodzin i przyjaciół zamordowanych i zranionych dzieci w Littleton. Jesteśmy przerażeni, tak jak reszta narodu, tym co miało miejsce wczoraj w Colorado".
"KMFDM jest formą sztuki - nie partią polityczną. Od samego początku, nasza muzyka była przeciwko wojnie, opresji, faszyzmowi i brutalności wobec innych. Pomimo iż niektórzy członkowie są Niemcami, jak zaraportowały media, nikt z nas nie akceptuje nazistowskich poglądów".